# Un autre univers
Un autre univers è il sesto album in studio della cantante australiana Tina Arena, pubblicato nel 2005. Si tratta del primo disco interamente in lingua francese per l'artista. 

## Tracce
1. Aimer jusqu'à l'impossible
2. Tu aurais dû me dire (Oser parler d'amour)
3. Je m'appelle Bagdad
4. Si tu veux mon coeur
5. J'ai envie de savoir
6. S'il faut prier
7. Il y a des jours
8. Un autre univers
9. Et puis après
10. Changer
11. Si j'avais le temps
12. Jamais non jamais
13. Simple désir